# Edmond Robinson
Edmond Robinson jr. (Wadmalaw Island, 23 febbraio 1992) è un giocatore di football americano statunitense che gioca nel ruolo di outside linebacker per gli Arlington Renegades della X Football League (XFL). Scelto come 232º assoluto del Draft NFL 2015, in precedenza aveva giocato a football per i Wolves del Newberry College.

## Carriera professionistica

### Minnesota Vikings
Il 2 maggio Robinson fu selezionato al 7º giro del Draft NFL 2015 come 232º assoluto dai Minnesota Vikings, con i quali cinque giorno dopo firmò il suo primo contratto da professionista, un quadriennale da 2,34 milioni di dollari di cui 68.132 garantiti alla firma.